# Preslava Best Video Selection 2
Вижте пояснителната страница за други значения на Преслава.
Preslava Best Video Selection 2 е вторият видеоалбум на Преслава. Излиза на 27 март 2008 година и събира всички излезли песни и видеоклипове след издаването на последните ѝ албуми. Един от траковете е дует, а три са лайв версии – единият от концерт, една в ТВ версия, другият от турне. Режисьор на три от видеоклиповете е Николай Скерлев и пет от Людмил Иларионов.

## Песни
1. Не съм ангел
2. Моят нов любовник (дует с Nadia Zahoor)
3. Лъжа е
4. Предай се на желанието 2
5. Заклевам те
6. И когато съмне
7. Мъж на хоризонта
8. За него не питай
9. Водка с утеха
10. Нищо друго
11. Микс лятно турне 2007
  1. И когато съмне
  2. Нищо друго
  3. Предай се на желанието 2
  4. Мъж на хоризонта
  5. Уморих се
  6. Лъжа е